# Đại học Marmara
Đại học Marmara (tiếng Thổ Nhĩ Kỳ: Marmara Üniversitesi) là một trường đại học công lập ở Thổ Nhĩ Kỳ. Tọa lạc ở Istanbul, Đại học Marmara đã thành công trong việc trở thành trường đại học lớn thứ hai ở quốc gia này. 

## Lịch sử

### Đế chế Ottoman
Đại học Marmara là một tổ chức có lịch sử từ thế kỷ 19 khi các trường Cao đẳng Giáo dục Thương mại Hamidiye được thành lập tại quận Cağaloğlu của Istanbul ngày 16 tháng 1 năm 1883. Vào thời điểm đó, trường nay là tổ chức giáo dục chuyên nghiệp hàng đầu cho các nghiên cứu trong thương mại và kinh tế. 13 sinh viên đầu tiên tốt nghiệp đầu tiên trong năm 1887. Trường gia nhập Bộ Giáo dục vào năm 1889, nhưng trường đã bị giải thể vào năm 1893 để cải tạo và mở lại sau đó. Trường đã được mở lại vào ngày 15 tháng 10 năm 1897 và đã thực hiện chương trình giáo dục của nó kể từ đó.

### Giai đoạn Thổ Nhĩ Kỳ hiện đại
Giai đoạn 1923-1959, trường được gọi là Trường Giáo dục Đại học Kinh tế và Thương mại và trở thành Istanbul của Học viện Kinh tế và Khoa học thương mại vào năm 1959. Đại học Marmara được chính thức thành lập năm 1982 khi Học viện Khoa học Istanbul Kinh tế và Thương mại được hợp nhất với một số trường học từ các lĩnh vực khác nhau của giáo dục đại học cung cấp cấp nghiên cứu trong y học khi, nha khoa, luật pháp, và mỹ thuật. Trường được bốung các khoa nghệ thuật và khoa học, giáo dục, và một trường học ngoại ngữ Để cung cấp đầy đủ các khóa đào tạo đại học. Đến ngày 20 tháng 7 năm 1982, trường có 83 giảng viên gồm 20 giáo sư, 31 phó giáo sư cùng với 197 giảng viên, 280 phụ giảng và giáo viên hướng dẫn. Đại học Marmara trong năm học 1982-1983 có 9 khoa, một trường dạy nghề và một học viện. Ngày nay, trường có 14 khoa, 9 trường dạy nghề của giáo dục đại học và 11 học viện. Số lượng các chương trình cử nhân và phó cử nhân là 136.